# Sabicea camporum
Sabicea camporum là một loài thực vật có hoa trong họ Thiến thảo. Loài này được Sprague miêu tả khoa học đầu tiên năm 1904.